# Radical 93
Le radical 93, qui signifie la vache, est un des 35 radicaux parmi les 214 radicaux chinois répertoriés dans le dictionnaire de Kangxi, à être composés de quatre traits.
Le caractère Unicode de 牛 est 725B.

## Caractères avec le radical 93
| nombre de traits          | caractères                       |
| ------------------------- | -------------------------------- |
| Sans trait supplémentaire | 牛 牜                            |
| 2 traits supplémentaires  | 牝 牞 牟                         |
| 3 traits supplémentaires  | 牠 牡 牢 牣 牤                   |
| 4 traits supplémentaires  | 牥 牦 牧 牨 物 牪 牫 牬          |
| 5 traits supplémentaires  | 牭 牮 牯 牰 牱 牲 牳 牴 牵       |
| 6 traits supplémentaires  | 牶 牷 牸 特 牺                   |
| 7 traits supplémentaires  | 牻 牼 牽 牾 牿 犁                |
| 8 traits supplémentaires  | 犀 犂 犃 犄 犅 犆 犇 犈 犉 犊 犋 |
| 9 traits supplémentaires  | 犌 犍 犎 犏 犐 犑                |
| 10 traits supplémentaires | 犒 犓 犔 犕 犖 犗                |
| 11 traits supplémentaires | 犘 犙 犚 犛                      |
| 12 traits supplémentaires | 犜 犝 犞 犟                      |
| 13 traits supplémentaires | 犠                               |
| 15 traits supplémentaires | 犡 犢 犣 犤 犥 犦                |
| 16 traits supplémentaires | 犧 犨                            |
| 18 traits supplémentaires | 犩                               |
| 20 traits supplémentaires | 犪                               |
| 23 traits supplémentaires | 犫                               |